# 原由実の○○放送局 大盛
『原由実の○○放送局 大盛』（はらゆみのまるまるほうそうきょく おおもり）は、ファミ通.comを運営するKADOKAWA Game Linkageの制作により、ニコニコチャンネルと連携した形でニコニコ生放送で2016年1月13日から2020年3月22日まで配信されていたインターネット番組、およびパーソナリティを務めた原由実の冠番組。

## 概要
ファミ通.comで配信されていた『原由実の○○ラジオ』の内容を引き継いだインターネット番組として2016年1月13日からニコニコ生放送にて配信開始。初回は生配信として配信され、第2回からは隔週で収録配信と生配信であったが、その後は隔週のみの配信番組となり生配信となっていた。
2019年6月26日配信分からは、YouTube Liveでも本編のみの同時配信が行われていた。
2020年3月31日配信分をもって最終回となった。前身番組から7年半にわたり配信されていた「原由実の○○」シリーズは幕を閉じた。
前身番組と同様に原がゲームを紹介する内容だが、不定期にゲストが来た場合は、前身番組と同様の体制でゲストとのトークコーナーが設けられていた。

## 配信
- 配信サイト：ニコニコ生放送、YouTube Live
- 配信時間：隔週火曜日 20:00 - 21:30
  - 21:00以降はニコニコチャンネル会員限定。YouTube Liveでの配信は本編（21:00まで）のみ。

## 番組コーナー
- オープニング[4]

原がホラ話を披露し、そのホラを吹くネタをリスナーより募集するコーナー。
- ふつおた[4]

原に聞いてみたいことや面白かったネタ等をノージャンルで募集し、紹介するコーナー。
- 教えて！ はらみー先生[4]

原と共に務める幼稚園の先生になり、子どもの疑問に答えるコーナー。
- はらストーリーは突然に[4]

原がキーワードを入れた即興劇に挑戦するコーナー。
- 由実☆シュラン[4]

おまけ配信コーナー。原が流行っているものやちょい足しレシピを食べるというコーナーで、食べてほしいもの等を募集するコーナー。
- ○おた＆○おたディープ[4]

おまけ配信コーナー。番組テーマに沿ったメールを募集するコーナー。